# Mitch Albom
Mitch Albom (23 mai 1958-) est un écrivain, journaliste, et animateur de télévision américain né à Passaic dans le New Jersey. Il est connu pour ses livres à succès qu'il a fait connaitre grâce au club de lecture d'Oprah Winfrey. En 2010 il apparaît dans le 9e épisode de la saison 21 des Simpson, Une leçon de vie.

## Œuvres
- La dernière leçon, 2004 ((en) Tuesdays with Morrie, 1997)
- Les cinq personnes que j’ai rencontrées là-haut, 2003 ((en) The five people you meet in heaven, 2003)
- Pour un jour de plus, 2006 ((en) For one more day, 2006)
- Le vieil homme qui m'a appris la vie, 2011 ((en) Have a little faith, 2009)
- Le Passeur du Temps, 2012 ((en) The time keeper, 2012)
- Premier appel du paradis, 2014 ((en) The first phone call from heaven, 2013)
- La guitare magique de Frankie Presto, 2016 ((en) The magic strings of Frankie Presto, 2015)
- L'autre personne que j'ai rencontrée là-haut, 2019 ((en) The next person you meet in heaven, 2018)